# Dellikälven
Dellikälven eller på samiska Dellikjokk är en älv i sydligaste delen av Arjeplogs kommun, i Lappland strax norr om gränsen till Västerbottens län. Dellikälven är det största biflödet till Laisälven, som i sin tur är största biflödet till Vindelälven, som är största biflödet till Umeälven. Dellikälven är ca 70 kilometer lång, och älven strömmar i en markerad, rund dalgång med åtskilliga sankmarker. Kungsleden passerar Dellikälvens källområde.
Älven är mycket brant och innehåller otaliga forsar och fall. Det högsta, Storfallet, är ca 10 m högt, och hittas ca 6 km från utloppet i Laisälven. Strax nedströms Storfallet på Dellikälvens södra sida ansluter sig Skorromjokk, ett mycket vackert biflöde till Dellikälven som har skurit sig djupt ner i berget (därav det lokala namnet Skerubäcken).
Nära Dellikälvens mynning i Laisälven ligger det restaurerade nybygget Delliknäs från 1800-talet, ett vackert och välbesökt utflyktsmål. I övrigt är älvdalen rena vildmarken.
Fisket förvaltas av staten och statens fiskekort för fiskevatten ovan odlingsgränsen gäller. I den övre sträckan är endast flugfiske tillåtet. I de nedre delarna, nedströms Lillfallet, finns harr och öring och i de övre delarna endast öring.